# Legat (diplomati)
Legat är ett diplomatiskt sändebud motsvarande ambassadör. Termen legat används främst om sändebud inom den katolska kyrkan. En typ av legat är nuntie, vilket är en biskop med fast ambassadörskap på en ort. En annan typ av legat är en kardinal som är utsänd på tillfälligt uppdrag. Ablegat är en tredje typ.
Ablegat (av latin legare, "avsända") är vidare påvens sändebud vid utomordentliga tillfällen. Ej att förväxla med magnatombud vid det ungerska parlamentet.
Påvliga legater är uppdelade i flera olika ansvarsområden varav vissa har särskilda titlar, exempelvis nuntie och legat a latere ett utskickat sändebud.

## Källhänvisningar
1. ↑  Legat  i Nordisk familjebok (andra upplagan, 1912)